# 小行星5118
小行星5118（5118 Elnapoul）是一颗绕太阳运转的小行星，为主小行星带小行星。该小行星于1988年9月7日发现。

## 轨道参数
小行星5118的轨道半长轴为2.6048839 UA，离心率为0.216。